# Proeme
Proeme is een kevergeslacht uit de familie van de boktorren (Cerambycidae). De wetenschappelijke naam van het geslacht werd voor het eerst geldig gepubliceerd in 1978 door Martins.

## Soorten
Proeme omvat de volgende soorten:
- Proeme asimoni Touroult, Dalens & Tavakilian, 2010
- Proeme bella Martins, 1978
- Proeme bucki (Melzer, 1931)
- Proeme cyanescens (Aurivillius, 1910)
- Proeme latipennis (Lane, 1973)
- Proeme lyciformis Martins, 1978
- Proeme plagiata (Buquet, 1860)
- Proeme rufoscapus (Aurivillius, 1910)
- Proeme seabrai Martins, 1978